# Вербковский сельский совет (Павлоградский район)
Вербковский сельский совет (укр. Вербківська сільська рада) — входит в состав
Павлоградского района
Днепропетровской области
Украины.
Административный центр сельского совета находится в 
с. Вербки.

## Населённые пункты совета
- с. Вербки
- с. Морозовское
- с. Новые Вербки